# Polonik

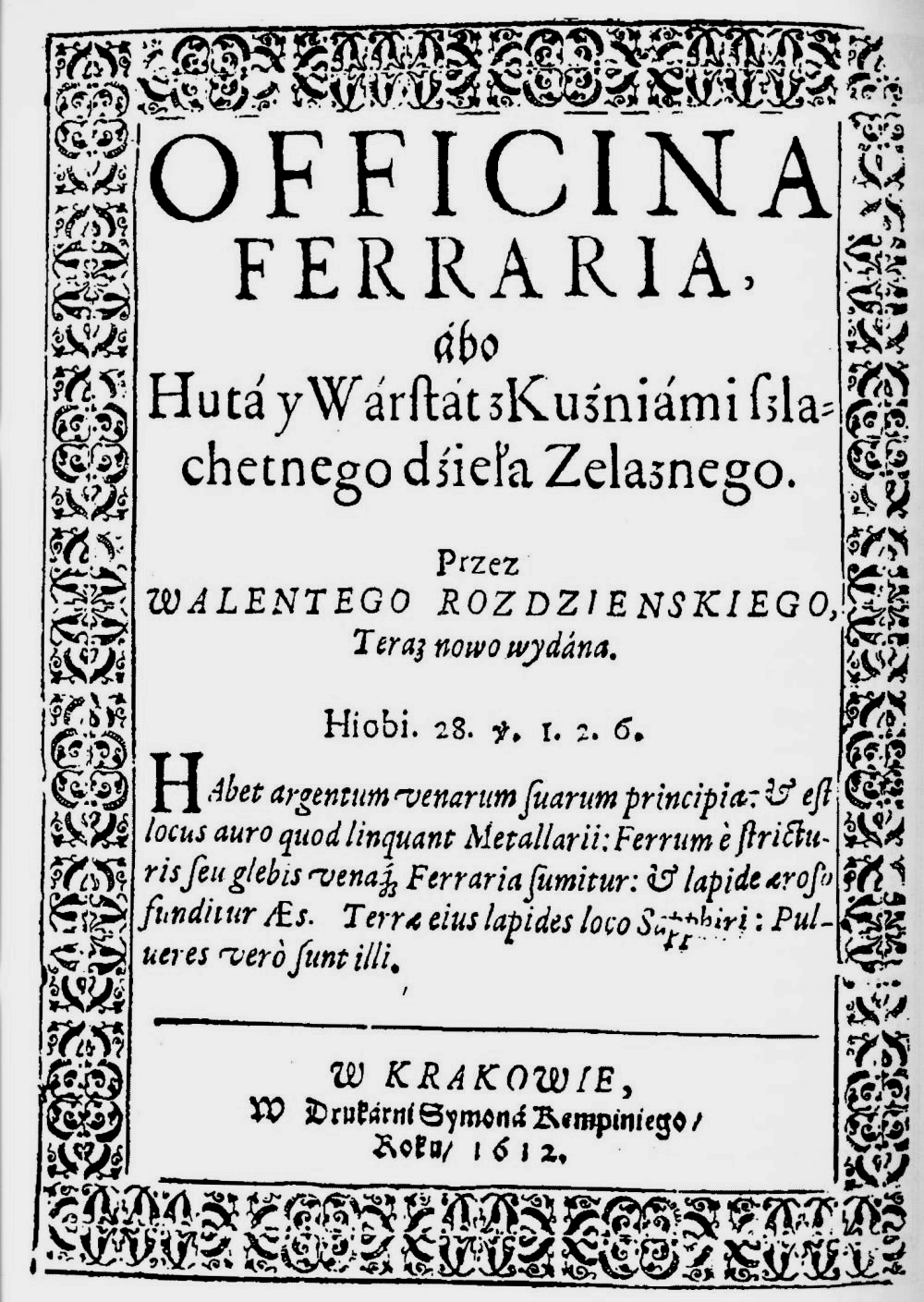
Strona tytułowa dzieła Officina ferraria Walentego Roździeńskiego, edycja z 1612 roku

Polonik (z łac. polonicum, polonica) – dokument piśmienniczy (druk, rękopis), przedmiot (dzieło sztuki, pamiątka narodowa lub historyczna) lub miejsce (cmentarz) pochodzenia polskiego, bądź tematycznie związane z Polską, które znajduje się w kraju lub za granicą.
Termin stosuje się najczęściej w zawężonym znaczeniu w praktyce bibliotecznej. Polska Bibliografia Narodowa mianem polonicum zagraniczne określa publikacje spełniające przynajmniej jedno z trzech kryteriów: językiem publikacji jest język polski, treść powiązana jest z Polską lub autor jest z pochodzenia Polakiem. Rejestrowane są one w osobnej części Bibliografii Narodowej.
W szerszym znaczeniu polonikami określa się całość przedmiotów mających związek z szeroko pojętą kulturą materialną bądź duchową narodu polskiego. Termin używany jest także w muzeach na określenie zabytkowych artefaktów związanych z polską kulturą.
Analogiczne określenia stosuje się dla określenia spuścizny kulturowej innych narodów: judaika, bohemica, hispanica, rossica, itp.

## Poloniki za granicą
W wyniku wojen jakie odbywały się na terenie Polski, poza jej granicami znalazło się wiele poloników zrabowanych przez najeźdźców bądź stworzonych przez polskich uchodźców politycznych i emigrantów. Chociaż wiele ze skarbów polskiej kultury uległo bezpowrotnemu zniszczeniu, to w zagranicznych archiwach i bibliotekach zachowały się cenne świadectwa kultury polskiej. Za prace nad ich zebraniem odpowiedzialne jest Ministerstwo Kultury i Dziedzictwa Narodowego. Efektem działalności ministerstwa jest uruchomiony w 2017 roku portal Polonika, który rejestruje obiekty polskiego dziedzictwa narodowego za granicą.